# Sandro Leonardo Morales
Leonardo Morales (Villa Urquiza, Provincia de Entre Ríos, Argentina, 11 de abril de 1991) es un futbolista argentino. Juega como lateral derecho y primer marcador central en Belgrano de la Primera División de Argentina y su primer equipo fue Belgrano de Paraná.

## Trayectoria
En Patronato tuvo su primera experiencia como jugador en un Club de Primera División en Argentina, aunque no jugó ningún partido. En 2018 se le notifica que no será tenido en cuenta y emigra del conjunto de Paraná hacia Santamarina de Tandil de la segunda categoría del fútbol argentino.
En el Aurinegro tiene una gran temporada siendo la mayoría de titular y se gana la confianza de toda la hinchada tandilense. Al finalizar el Torneo de la Primera B Nacional 2018, posa sus ojos en él, Hernán Darío Ortiz, que había asumido como nuevo técnico de Gimnasia y Esgrima La Plata.
Jugó también en Atlético Paraná, en Patronato de Paraná, y en Santamarina de Tandil
Finalmente, en julio de 2019 llega al Lobo platense teniendo nuevamente revancha en la élite del fútbol argentino. Leonardo Morales se adapta a la Primera del Tripero y juega toda la temporada como titular. Debido a malos resultados, el "Indio" Ortiz deja el cargo de director técnico y tiempo después asume Diego Maradona. Morales juega los primeros partidos de titular en el equipo "del Diego", mientras que Maximiliano Caire le termina ganando el puesto de lateral derecho y termina siendo suplente el resto de la temporada.
El 30 de junio de 2020, Diego Maradona le comunicó a Leonardo Morales que sería tenido en cuenta para el próximo torneo y renueva con el conjunto de La Plata. A partir de inicios de 2021 y a raíz de lesiones en el puesto de defensor central, comienza a ser utilizado en dicha posición, logrando muy buenos rendimientos poco a poco en una posición nueva para el, la cual mantiene hasta la actualidad. Ya en el año 2022 y bajo la conducción de Néstor Gorosito, Morales consigue un excelente desempeño erigiéndose como uno de los mejores defensores del futbol argentino. Al día de hoy ya bajo las órdenes de Leonardo Madelón, mantiene un rol central dentro de Gimnasia, alternando como capitán y siendo una referencia y voz de mando para el equipo, constituido en su gran mayoría por jugadores jóvenes.

## Clubes
| Club                        | País      | Año           |
| --------------------------- | --------- | ------------- |
| Belgrano de Paraná          | Argentina | 2015          |
| Atlético Paraná             | Argentina | 2016 - 2017   |
| Patronato de Paraná         | Argentina | 2017-2018     |
| Santamarina de Tandil       | Argentina | 2018          |
| Gimnasia y Esgrima La Plata | Argentina | 2019-presente |